# Akrokorinthos

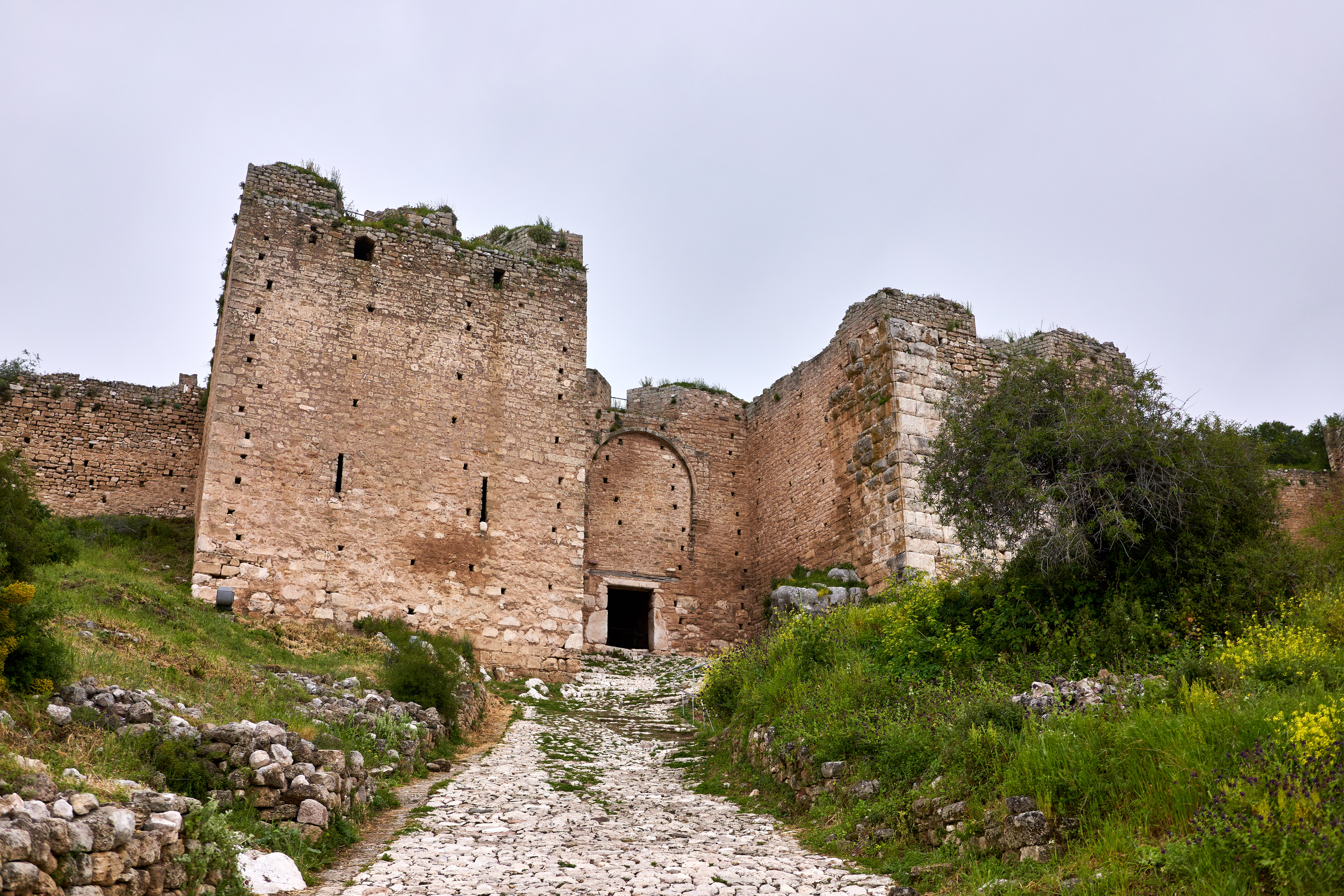
De Byzantijnse toegangspoort tot de Akrokorinthos: rechts duidelijke sporen van de antieke vesting ...

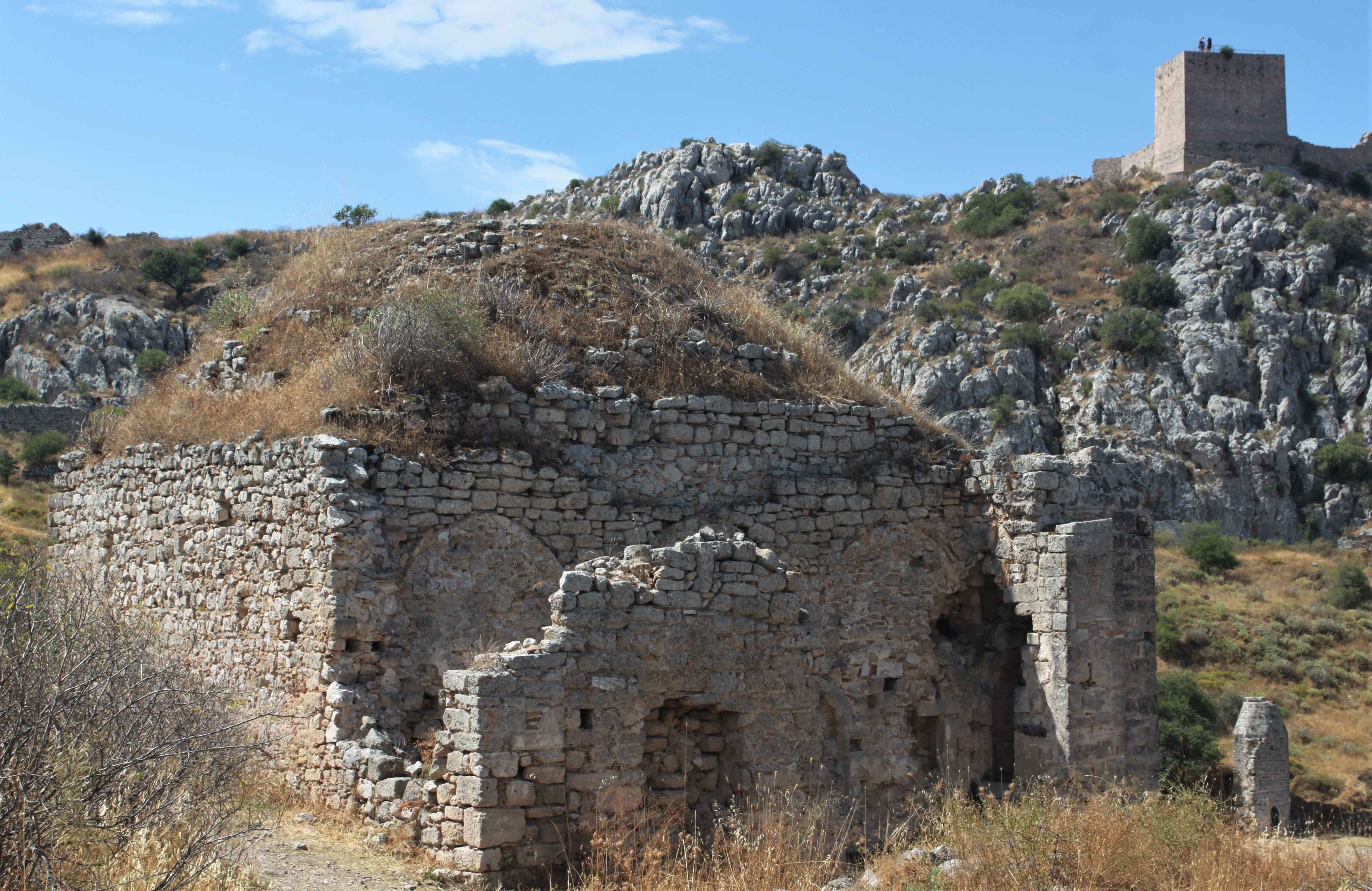
Een Turkse moskee op het plateau van de Akrokorinthos ...

De Akrokórinthos (Grieks: Ακροκόρινθος) (d.i. Hoog-Korinthe) is een 575 m hoge rotsheuvel aan de Landengte (Isthmos) van Korinthe in Griekenland, die de wijde omgeving domineert en van mijlenver in de omtrek te zien is.
Gedurende de oudheid en de middeleeuwen fungeerde de heuvel als acropolis van de stad Korinthe, waarmee hij door vestingmuren was verbonden. Vanaf de Akrokorinthos liepen lange muren omheen de stad, helemaal tot aan Lechaion, de haven aan de Korinthische Golf. De Akrokorinthos beheerst de enige verbindingsweg over land met de Peloponnesos en om die reden hebben sinds de Romeinse tijd alle opeenvolgende bezetters hem opnieuw versterkt en er hun sporen achtergelaten: Byzantijnen, kruisvaarders, Venetianen en Turken.
Het vestingplateau op de top van de Akrokorinthos is omgeven door een muur met een omtrek van 5 km. De toegang tot het plateau ligt aan de westelijke flank, waar de natuurlijke verdediging het zwakst is. Het is een forse klim tot aan het poortencomplex, maar eenmaal op de top heeft men een uitzicht tot 60 km in de omtrek bij mooi weer.
Er zijn drie opeenvolgende poortgebouwen uit verschillende tijdperken: het laagste is Turks, het middelste werd in de 14e eeuw door de (Franse) kruisvaarders gebouwd (en later in 1687 door de Venetianen versterkt), en het hoogste door de Byzantijnen, die er duidelijk de resten van de antieke vesting in verwerkten. Achter de poorten ligt een 24 ha groot, in terrassen verdeeld ruïnenveld, het enige wat rest van een complete stad (met woningen, badhuizen en moskeeën) die hier ooit door de Turken werd gebouwd en later weer ontruimd.
Op het hoogste punt van het plateau liggen fundamenten van een antieke Aphrodite-tempel, waarvan beweerd wordt dat enkele honderden priesteressen (en ook enkele priesters!) zich met heilige ijver toelegden op de tempelprostitutie, om de inkomsten van hun heiligdom wat te spekken. Het is onder meer tegen dit soort praktijken dat de apostel Paulus van leer trekt in zijn Brieven aan de Korinthiërs.
De vesting was oninneembaar dankzij de aanwezigheid van een ondergronds waterreservoir, de zogenaamde Bovenste Peirene-bron die dateert uit ± 200 v.Chr., en zelfs in tijden van waterschaarste nooit droogvalt.